# Anchialina
De Anchialina vormen een geslacht van de Mysidae of aasgarnalen.

## Soorten
Deze lijst van 17 stuks is mogelijk niet compleet.
- A. agilis (Sars G.O., 1877)
- A. dantani (Nouvel, 1944)
- A. dentata (Pillai, 1964)
- A. flemingi (W. Tattersall, 1943)
- A. grossa (Hansen, 1910)
- A. latifrons (Nouvel, 1971)
- A. lobata (Panampunnayil, 1999)
- A. madagascariensis (Nouvel, 1969)
- A. media (Ii, 1964)
- A. obtusifrons (Hansen, 1912)
- A. oculata (Hoenigman, 1960)
- A. penicillata (Zimmer, 1915)
- A. pillaii (Jo & Murano, 1992)
- A. sanzoi (Coifmann, 1937)
- A. truncata (Sars G.O., 1883)
- A. typica (Krøyer, 1861)
- A. zimmeri (W. Tattersall, 1951)